# Polistes multipictus
Polistes multipictus är en getingart som beskrevs av Smith 1861. Polistes multipictus ingår i släktet pappersgetingar, och familjen getingar. Inga underarter finns listade i Catalogue of Life.